# スーザン・K・マシコ
スーザン・K・マシコ（Susan K. Mashiko）は、アメリカ合衆国の空軍少将。初めての日系女性将軍。